# (You're The) Devil in Disguise
"(You're The) Devil in Disguise" ("Eres el diablo disfrazado") es una canción grabada en 1963 por Elvis Presley y una de las más populares de ese período. La canción fue compuesta por la tríada de Bill Giant, Bernie Baum y Florence Kaye,  Constituyó un gran éxito del cantante logrando ventas que superaron las 500.000 copias por lo cual la RIAA certificó al disco sencillo con un disco de oro. 
Por otra parte el tema logró dos Top 10 en las listas del Billboard Hot 100 alcanzando el puesto # 3 el 10 de agosto de 1963 y de la lista de R&B con un puesto # 9. En el Reino Unido la canción se convirtió en un nuevo éxito de Presley logrando el puesto # 1 del UK Singles Chart y permaneciendo allí durante una semana. 

## Grabación y edición
Elvis grabó la canción durante las sesiones de grabación en el legendario estudio B de la RCA en Nashville, Tennessee, del 26 al 28 de mayo de 1963. En dichas sesiones el cantante grabó unos quince temas con la idea de que estos constituyeran un nuevo álbum, lo cual finalmente no sucedió y los temas pasaron a ser editados como cara A o B de varios sencillos, o catalogados como bonus tracks en álbumes de películas hasta que finalmente fueron compilados en un solo trabajo todos en conjunto, titulado For The Askin: The Lost Album (1991). 
RCA editó la sexta toma del tema en un sencillo con Please Don’t Drag That String Around como cara B.

## Músicos de las sesiones
- Elvis Presley – voz
- The Jordanaires – coros
- Millie Kirkham -coros
- Scotty Moore – guitarra rítmica
- Grady Martin - guitarra eléctrica líder
- Harold Bradley - bajo
- Floyd Cramer – piano
- Bob Moore – contrabajo
- D. J. Fontana – batería
- Buddy Harman - batería
- Boots Randolph - percusiones [5]

## En la cultura popular
El tema ha formado parte de la banda sonora de la película Honeymoon in Vegas con Nicolas Cage y Sarah Jessica Parker. En esa oportunidad, interpretado por Trisha Yearwood. El grupo Misfits homenajeó a Elvis realizando dos covers en el álbum Project 1950. Uno de ellos (You're The) Devil in Disguise y el otro (Marie's the Name) His Latest Flame. 
El cantante argentino Sandro reconocido fan de Elvis grabó una versión del tema para la compañía CBS editado en formato de disco simple con la canción "¿A esto le llamas amor?" en la cara B. 
En la voz de Elvis puede escucharse la canción en cuestión en la película de Disney de 2002 de Lilo y Stich.  De la misma manera la canción está incluida en la banda sonora de la película de Lilo y Stich de acción en vivo de 2025. 